# Алашкерт (футбольний клуб)
«Алашкерт» (вірм. Ալաշկերտ) — вірменська футбольна команда з міста Мартуні, заснована у 1990 році та відновлена у 2011. Нині виступає у Вірме́нській Прем'є́р-лі́зі.

## Історія
Перший сезон у великому футболі команда провела у 1992 році в Прем'єр-лізі, де посіла 24-е місце з 24-х команд, які брали участь у першому розіграші чемпіонату Вірменії. За правилами наступний сезон команда повинна була проводити у чемпіонаті за рангом нижче, але знялася зі змагань ще до його початку.
Перед початком чемпіонату 1998 року клуб відродився і подав заявку на участь у першій лізі. За підсумками першості «Алашкерт» розташувався в середині таблиці, посівши 6-е місце. У 1999 команда в черговий раз знімається з розіграшу чемпіонату. Однак клуб продовжує існувати і намагається долучитися до учасників Першої ліги сезону 2000 але пізніше все ж знявся зі змагань до початку чемпіонату і згодом був розформований.
Наприкінці 2011 року успішний підприємець Баграт Навоян вирішив відродити команду. Головним тренером був призначений Альберт Саркісян, помічниками якого стали Гагік Симонян і Армен Багумян. Все справи клубу і формування команди були покладені на Саркісяна. За невеликий проміжок часу він включив до складу кілька талановитих молодих футболістів з місцевих спортивних шкіл, зокрема, зі шкіл «П'юніка» та «Міки». Команда взяла участь у чемпіонаті першої ліги Вірменії 2012/13, проводячи всі ігри на стадіоні Наїрі. Першим серйозним придбанням команди став Сергій Ерзрумян. Згодом до команди приєднався Арам Акопян.
У сезоні 2015/16 команда брала участь у розіграші єврокубків, однак закінчила виступи після розіграшу другого кваліфікаційного раунду.

## Досягнення
- Чемпіон Вірменії (4): 2016, 2017, 2018, 2021.
- Володар Кубка Вірменії (1): 2019
- Володар Суперкубка Вірменії (3): 2016, 2018, 2021

## Команда в єврокубках
| Сезон   | Змагання              | Раунд               | Суперник                | Перша гра | Друга гра | Підсумок  |
| ------- | --------------------- | ------------------- | ----------------------- | --------- | --------- | --------- |
| 2015–16 | Ліга Європи УЄФА      | 1-й кваліфікаційний | Сент-Джонстон           | 1–0       | 1–2       | 2–2 (ч)   |
| 2015–16 | Ліга Європи УЄФА      | 2-й кваліфікаційний | Кайрат                  | 2–1       | 0–3       | 2–4       |
| 2016–17 | Ліга чемпіонів УЄФА   | 1-й кваліфікаційний | Санта-Колома            | 3–0       | 0–0       | 3–0       |
| 2016–17 | Ліга чемпіонів УЄФА   | 2-й кваліфікаційний | Динамо (Тбілісі)        | 1–1       | 0–2       | 1–3       |
| 2017–18 | Ліга чемпіонів УЄФА   | 1-й кваліфікаційний | Санта-Колома            | 1–0       | 1–1       | 2–1       |
| 2017–18 | Ліга чемпіонів УЄФА   | 2-й кваліфікаційний | БАТЕ                    | 1–3       | 1–1       | 2-4       |
| 2018–19 | Ліга чемпіонів УЄФА   | 1-й кваліфікаційний | Селтік                  | 0–3       | 0–3       | 0–6       |
| 2018–19 | Ліга Європи УЄФА      | 2-й кваліфікаційний | Сутьєска                | 0–0       | 1–0       | 1–0       |
| 2018–19 | Ліга Європи УЄФА      | 3-й кваліфікаційний | ЧФР (Клуж-Напока)       | 0−2       | 0–5       | 0–7       |
| 2019–20 | Ліга Європи УЄФА      | 1-й кваліфікаційний | Македонія Гьорче Петров | 3–1       | 3–0       | 6–1       |
| 2019–20 | Ліга Європи УЄФА      | 2-й кваліфікаційний | ФКСБ                    | 0−3       | 3–2       | 3–5       |
| 2020–21 | Ліга Європи УЄФА      | 1-й кваліфікаційний | Ренова                  | 0−1       | Н/Д       | 0–1       |
| 2021–22 | Ліга чемпіонів УЄФА   | 1-й кваліфікаційний | Коннас-Кі Номадс        | 1–0 дч    | 2–2       | 3–2       |
| 2021–22 | Ліга чемпіонів УЄФА   | 2-й кваліфікаційний | Шериф                   | 0−1       | 1−3       | 1–4       |
| 2021–22 | Ліга Європи УЄФА      | 3-й кваліфікаційний | Кайрат                  | 3–2 дч    | 0–0       | 3−2       |
| 2021–22 | Ліга Європи УЄФА      | плей-оф             | Рейнджерс               | 0–0       | 0–1       | 0–1       |
| 2021–22 | Ліга конференцій УЄФА | Груповий етап       | ЛАСК                    | 0–3       | 0–2       | 4-е місце |
| 2021–22 | Ліга конференцій УЄФА | Груповий етап       | Маккабі (Тель-Авів)     | 1–1       | 1–4       | 4-е місце |
| 2021–22 | Ліга конференцій УЄФА | Груповий етап       | ГІК                     | 2–4       | 0–1       | 4-е місце |
| 2022–23 | Ліга конференцій УЄФА | 1-й кваліфікаційний | Хамрун Спартанс         | 1–0       | 1–4       | 2–4       |